# Stèle tabulaire

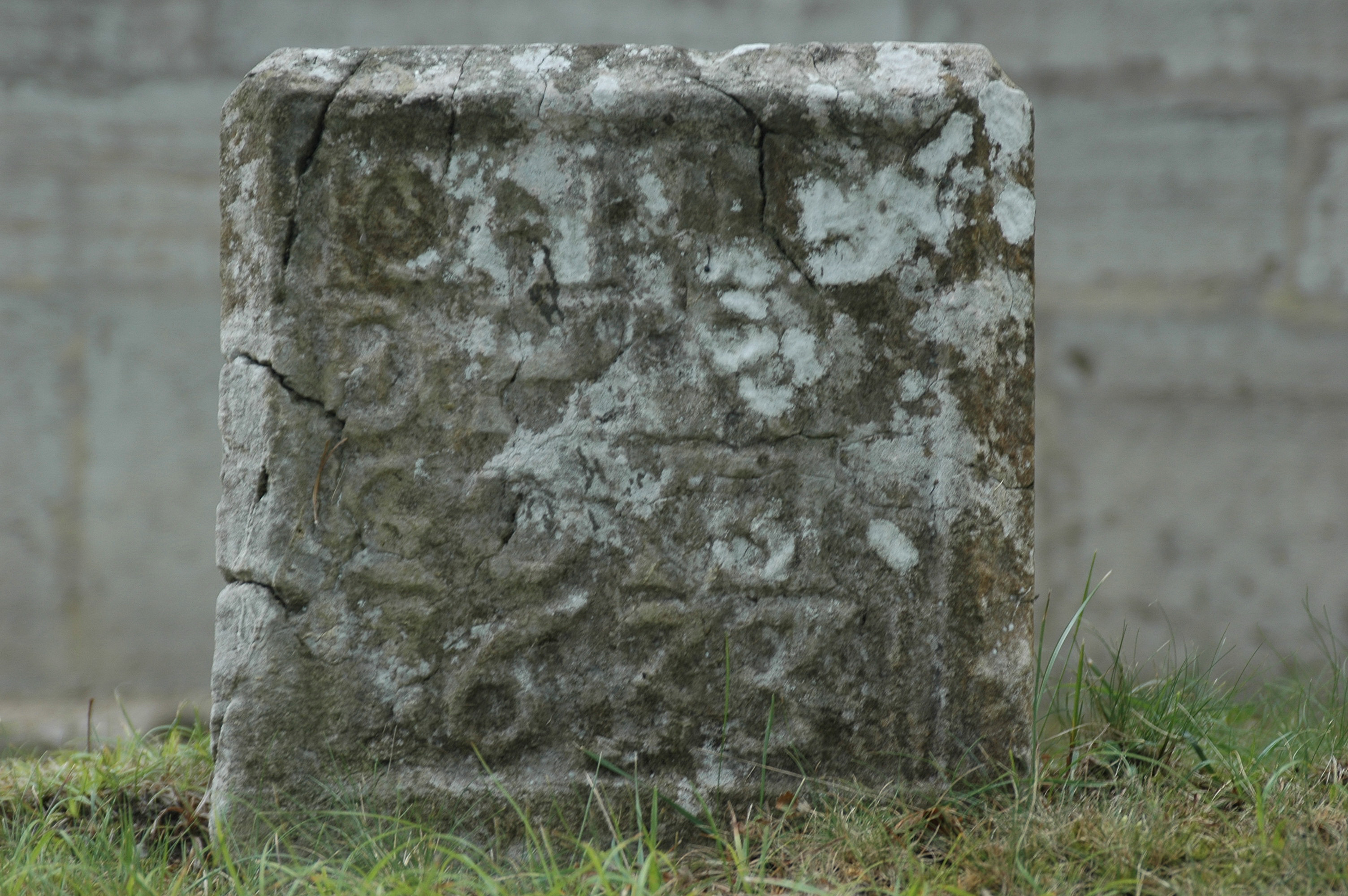
Stèle tabulaire à Larressore (Pyrénées-Atlantiques)

Une stèle tabulaire est un monument funéraire en forme de table (forme rectangulaire dressée). Cette forme de stèle se retrouve en plusieurs endroits en Europe, en plusieurs époques, comme les stèles ibéro-romaine datant des IIe et Ier siècles av. J.-C., celles en bois dans les cimetières calvinistes en Hongrie. En France, on en retrouve dans les cimetières du Pays basque : les plus anciennes encore visible datent du XVIIe siècle et se situent sur communes de Cambo-les-Bains, Halsou, Jatxou, Larressore, et Ustaritz.